# Кайшер Фулър
Кайшер Фулър Спенс (на испански: Keysher Fuller Spence) е костарикански футболист роден на 12 юли 1994 в Лимон, играе като защитник, играч е на Ередиано, както и на националния отбор на Коста Рика.

## Постижения

### Ередиано
- Шампион на Коста Рика (2): 2018 (Апертура), 2019 (Верано)
- Суперкупа на Коста Рика (2): 2020, 2022
- Лига КОНКАКАФ (1): 2018